# Nososticta africana
Nososticta africana – gatunek ważki z rodziny pióronogowatych (Platycnemididae). Endemit Archipelagu Bismarcka; stwierdzony na Nowej Brytanii i Nowej Irlandii.